# عصر محوری
عصر محوری (Achsenzeit) اصطلاحی است که توسط فیلسوف آلمانی کارل یاسپرس ابداع شده است. به تغییرات گسترده‌ای در اندیشه دینی و فلسفی اشاره دارد که از حدود قرن هشتم تا سوم پیش از میلاد در مکان‌های مختلف رخ داده است.
به گفته یاسپرس، در این دوره، شیوه‌های فکری جهانشمول در ایران، هند، چین، شام (سرزمین) و جهان یونانی-رومی (اروپای دوران باستان) ظاهر شد. در یک توسعه موازی چشمگیر، بدون هیچ گونه آمیختگی آشکار بین این فرهنگ‌های متفاوت. یاسپرس متفکران کلیدی را از این عصر شناسایی کرد که تأثیر عمیقی بر فلسفه‌ها و ادیان آینده داشتند و ویژگی‌های مشترک در هر حوزه‌ای را که آن متفکران از آن ظهور کردند، شناسایی کرد.